# Major League Baseball draft
De Major League Baseball draft (officieel de Rule 4 draft geheten, en ook wel de First Year Player Draft genoemd) is een jaarlijks terugkerend Amerikaans-Canadees honkbalevenement. Teams uit de Major League Baseball kunnen spelers van universiteiten (colleges), high school en van amateurteams selecteren om voor hun organisatie te komen spelen. Welke teams één van de eerste zes selecties krijgen wordt sinds 2023 bepaald door middel van een loting, waar alleen de teams die het seizoen daarvoor de postseason niet haalden mee mogen doen. Dit zijn altijd 18 teams, en het team dat het voorgaande seizoen het slechtst presteerde (de laatste plaats op de ranglijst haalde) heeft het meeste kans om een gunstige positie te loten. Nadat de eerste zes selecties door de loting aan teams zijn toegewezen, worden de andere 12 teams op volgorde van prestaties in het voorgaande seizoen ingedeeld. De teams die in het voorgaande seizoen de postseason haalden maken op volgorde van prestaties de overige plekken vol. Hierdoor kiest de World Series kampioen altijd als laatste. Na de eerste ronde worden de eerste 18 selecties op volgorde van prestaties in het voorgaande seizoen bepaald, waarbij het team dat het voorgaande seizoen het slechtst presteerde weer als eerste mag kiezen, en het best presterende team als laatste. De overige 12 plekken worden, net als in de eerste ronde, bepaald op basis van de prestaties in de postseason.
De Major League Baseball draft duur relatief lang, namelijk 20 rondes. In deze 20 rondes worden 614 spelers geselecteerd. De draft is bij andere grote sporten in de Verenigde Staten beduidend korter: de NFL draft heeft 7 rondes (260 selecties), de NHL draft heeft ook 7 rondes (224 selecties), de MLS draft heeft 3 rondes (87 selecties) en de NBA draft heeft maar twee rondes (60 selecties)

## Spelersvereisten
Niet iedere speler kan zomaar worden gedraft. Er zijn een aantal vereisten opgesteld waaraan een speler moet voldoen om te kunnen worden gedraft:
- De speler moet een inwoner zijn van de Verenigde Staten, Canada, of één van de Unincorporated territories van de Verenigde Staten, zoals Puerto Rico
- De speler mag nooit eerder een contract in de Minor League of Major League hebben getekend
- High school spelers mogen alleen worden geselecteerd nadat ze high school hebben afgerond én nog niet hebben gestudeerd aan een college of universiteit
- Spelers die een reguliere (4 jaar durende) opleiding aan een college of universiteit volgen mogen pas na hun derde jaar, of vanaf het moment dat ze 21 zijn, geselecteerd worden
- Spelers aan een junior college of community college mogen altijd geselecteerd worden